# Start the Revolution Without Me (film)
Start the Revolution Without Me is een film uit 1970 onder regie van Bud Yorkin.

## Productie
- Pinewood Studios
- Londen
- Burnham Beeches (Buckinghamshire)

## Rolverdeling
| Acteur            | Personage          |
| ----------------- | ------------------ |
| Gene Wilder       | Phillipe/Claude    |
| Donald Sutherland | Pierre/Charles     |
| Hugh Griffith     | Louis XVI          |
| Jack MacGowran    | Jacques            |
| Billie Whitelaw   | Marie Antoinette   |
| Victor Spinetti   | Duke d'Escargot    |
| Ewa Aulin         | Princess Christina |
| Helen Fraser      | Mimi Montage       |
| Rosalind Knight   | Helene de Sisi     |
| Harry Fowler      | Marcel             |
| Murray Melvin     | Blind Man          |
| Graham Stark      | Andre Coupe        |
| Orson Welles      | The Narrator       |

## Verhaal
Ergens in Frankrijk rond 1750 klopt een boerenfamilie aan bij een herberg.  De boerin is hoogzwanger en moet bevallen.  Even later stopt een aristocratische familie aan dezelfde herberg.  Ook de edelvrouw is hoogzwanger en moet bevallen.  Beide vrouwen baren een tweeling.  De baby's worden onderling verwisseld zodat elke vrouw 1 eigen kind krijgt en 1 kind van de andere vrouw.
Jaren later vechten de boerenzonen Claude en Charles Coupe tijdens de Franse Revolutie in 1792.  Daar worden zij plots aanzien als de invloedrijke Corsicaanse tweeling Philippe en Pierre de Sissi.  Ze worden overgebracht naar het koninklijk paleis van Lodewijk XVI.

## Historische fouten
- In de film komt het personage Prinses Christina van België voor, dewelke de dochter is van de regerende Belgische koning.  Christina noch de regerende koning kunnen hebben bestaan aangezien België pas in 1830 een land werd.
- "De man met het ijzeren masker" heeft een kleine rol in de film.  Als dit personage ooit zou hebben bestaan, dan was dat tijdens de regeerperiode van Lodewijk XIV.  "De man met het ijzeren masker" wordt het eerst vermeld rond 1 juli 1669 en zou niet meer leven in 1792.
- In de film wordt de Franse Revolutie geleid door de elite, terwijl het in werkelijkheid eerder de middenklasse was.